# Шварен

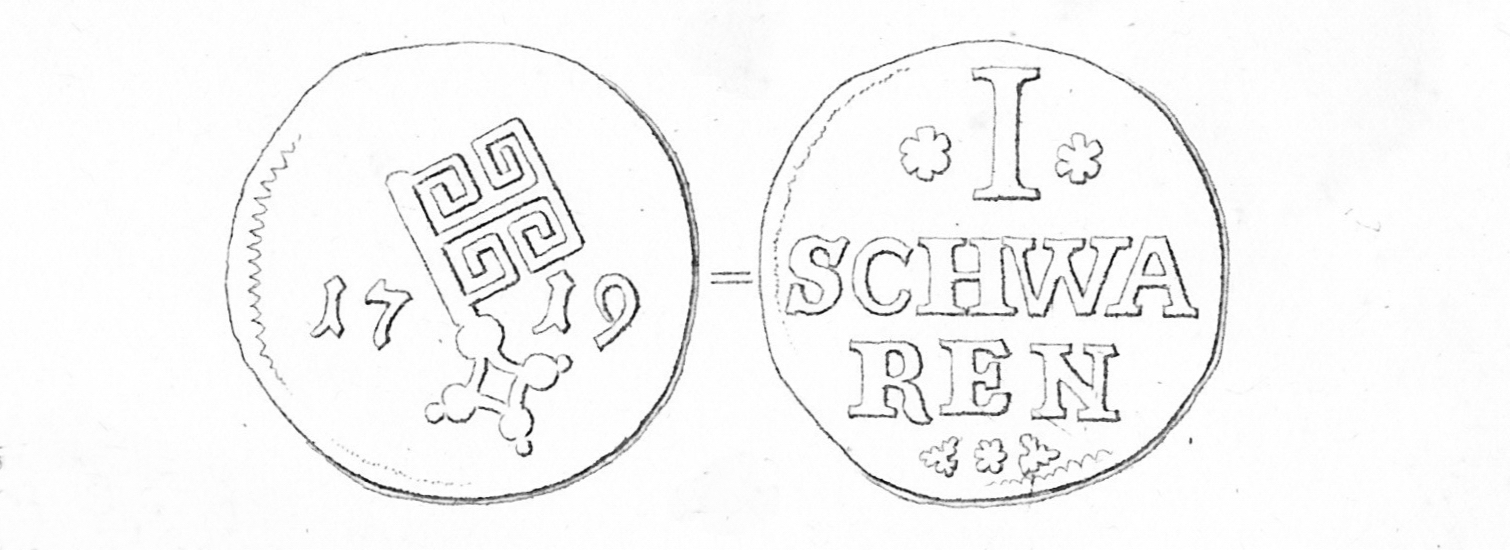
Шварен Бремена 1719 года

Шварен (нем. Schwaren) — название разменной денежной единицы ряда севернозападных немецких государств.

## Предыстория
В XII веке производство монет характеризовалось постоянной перечеканкой. Перевыпуск новой монеты из старой сопровождался хоть и небольшим, но постоянным снижением пробы и веса. Технология изготовления денег постепенно упрощалась. Вес средневекового денария, который в германских государствах получил название «пфеннига», постоянно уменьшался, в то время как диаметр оставался неизменным. Кружок монеты стал настолько тонким, что изображения аверса и реверса проступали на противоположных сторонах, тем самым искажая друг друга. Такие монеты носят название полубрактеата, или «лёгкого пфеннига».

## Появление и история обращения
В Вестфалии с XIV века стали вновь чеканить тяжёлые денарии (лат. gravis denarius). Новая денежная единица получила название «шварена» от (нем. swarer, schwerer  Pfennig). 1 шварен соответствовал 3 лёгким пфеннигам. Бременские шварены являлись подражаниями денариям архиепископа Мюнстера Людвига II (1310—1357) и его преемников. В Бремене их стали выпускать с 1369 года.
Вначале монеты содержали на одной стороне изображение апостола Пётра, а на другой герба Бремена, т. н. «бременского ключа». С 1719 года дизайн был несколько изменён. Вместо изображения святого на них стали помещать обозначение номинала.
В Ольденбурге монеты с номинальным обозначением в шваренах выпускали с 1560 по 1869 год включительно.
В этих государствах один шварен был эквивалентен 1/5 гротена или 1/360 талера.